# Stefano Salvati
Stefano Salvati (Bologna, 21 gennaio 1962) è un regista e sceneggiatore italiano.

## Biografia

### Gioventù
Inizia l'attività professionale di realizzazione di videoclip a vent'anni, dopo aver fondato la casa di produzione Videoshow.
Salvati inizia a girare i primi videoclip nel 1987 con autori come Zucchero e Venditti realizzando opere come “Con le mani” e “Ricordati di me”. Successivamente collabora con altri autori come Litfiba, Gino Paoli e Teresa De Sio.
Nel 1987 arriva dirige il suo primo film, Videonovela degli Skiantos. Nel 1988 con un breve film sul nuovo album Liberi Liberi inizia la collaborazione con Vasco Rossi. Nel 1989 dirige il primo film sulla nazionale cantanti di calcio. Alla fine degli anni ‘80 iniziano i progetti su scala internazionale; continuando la collaborazione con Zucchero, Salvati cura il concerto Live at the Kremlin, e sempre per lo stesso artista gira Dune Mosse con Miles Davis e Something Strong con la co-regia di Tinto Brass.

### Anni novanta
Nel 1991 Stefano Salvati dirige il videoclip "Alta Marea" di Antonello Venditti. Ha lavorato come autore nel 1992 all'ultimo progetto di Federico Fellini,rimasto incompiuto per la morte del regista riminese. Nello stesso anno, per Vasco Rossi, cura la regia del videoclip “Gli Spari sopra”, realizzato a Los Angeles, e del concerto “Fronte del Palco”. Ha lavorato in varie rappresentazioni teatrali di opere liriche come Il barbiere di Siviglia e Pagliacci. Con Andrea Bocelli ha lavorato nel Werther di Jules Massenet e ha diretto il videoclip della canzone “Con te partirò”.
Salvati collabora con Sting curando la regia di due videoclip nel 1998: Fields of Golde Freak the mighty. Nel 1995 dirige Zucchero nel videoclip “X colpa di chi”. Negli stessi anni continua la collaborazione con Vasco Rossi dove Salvati cura la regia della trasmissione Tv “Da Milano a Palermo” su Rai1. Nel 1996 Salvati dirige insieme a Roman Polanski il videoclip “gli Angeli” di Vasco Rossi.. Nel 1998 dirige gli Aerosmith nella pubblicità “Aperol Soda”. Sempre nel 1998 Salvati accusa Madonna di plagio per aver copiato il suo videoclip “Non è mai stato subito” di Biagio Antonacci per la realizzazione del videoclip “Ray of light”. Nel 1998 realizza il suo primo film al cinema, Jolly blu, il film tributo degli 883 insieme a Claudio Cecchetto. Instaura una collaborazione con Carlo Lucarelli, scrivendo cinque sceneggiature di film e alcuni soggetti per videoclip.

### Anni 2000
Nel 2005 ha diretto il movie clip È solo un rock'n'roll show con Vasco Rossi. Nel 2008 scrive il libro Albakiara, da cui è stato tratto il film per il cinema di cui cura la regia e la sceneggiatura insieme a Carlo Lucarelli . Nel 2009 Stefano Salvati dirige per Vasco Rossi Ad ogni costo.

### Anni 2010
Nel 2010 è l’ideatore dello spettacolo de L’altra metà del cielo e collabora con Vasco Rossi nella scrittura della drammaturgia dello stesso spettacolo. Il progetto viene messo in scena alla Scala di Milano con la coreografia di Martha Clarke. Nel 2011 fonda l'associazione no-profit "Vasco Rossi Dancing Project" diventandone il presidente, per supportare i giovani talenti della danza classica italiana. Dal 2012 al 2013 è manager di Vasco Rossi per tutto il mondo. Nel 2016 idea e scrive il musical internazionale The Singer, basato sulla vita di Enrico Caruso. Nello stesso anno produce insieme a Raffaella Tommasi il “MOSAIC MUSIC VIDEO AWARDS”. Nel 2017 è direttore artistico della prima edizione di IMAGinACTION, il Festival Internazionale del Videoclip. Nello stesso anno crea con IMAGinACTION i "capolavori immaginati", una serie di videoclip sulle grandi canzoni del passato. Nel 2018 è organizzatore del Comacchio Beach Festival e della Notte Oro Spring a Ravenna. Nel 2019 dirige il videoclip La vetrina di Renato Zero.

### Anni 2020
Nel 2020 Salvati incontra il Ministro della Cultura, Dario Franceschini, sulla questione Tax Credit Videoclip a seguito del colloquio il Ministro firma il provvedimento che rende il videoclip a tutti gli effetti un’opera d’arte. Come direttore artistico di IMAGinACTION, e in risposta alla situazione pandemica, progetta per l'occasione il più grande Drive-in d'Europa. A fine 2020 Salvati idea l’IMAGinACTION Tour, un festival del videoclip itinerante in compagnia di cantanti del panorama italiano che conta ad oggi cinque tappe con Milano 2020, Torino, Brescia, Cervia e Milano 2021. Nel 2021 produce il videoclip “Sogni di Rock’n’Roll” di Luciano Ligabue con la regia di Fabrizio Moro e Alessio De Leonardis: il videoclip viene presentato in anteprima alla Festa del Cinema di Roma.

## Filmografia

### Cinema
- Skiantos - Videonovela (1990)
- Jolly Blu (1998)
- Castelnuovo (1999)
- È solo un rock'n'roll show (2005)
- Albakiara - Il film (2008)

### Videoclip (come regista, parziale)

#### 1987
- Zucchero Fornaciari - Con le mani, Dune mosse (feat. Miles Davis)
- Gino Paoli - Cosa farò da grande"

#### 1988
- Antonello Venditti - In questo mondo di ladri
- Zucchero Fornaciari - Pippo
- Gino Paoli - Cosa farò da grande
- Lisa Hunt - Something Strong (feat. Zucchero Fornaciari)
- Skiantos - Sono contro
- Vasco Rossi - Blasco Rossi

#### 1989
- Antonello Venditti - 21 modi per dirti ti amo, Ricordati di me
- Raf - Ti pretendo, La battaglia del sesso
- Renato Zero - Voyeur
- Vasco Rossi - Domenica lunatica
- Zucchero Fornaciari - Il mare (impetuoso al tramonto salì sulla Luna e dietro una tendina di stelle...)

#### 1990
- Andrea Mingardi - Fa una cosa giusta
- Andrea Mingardi - Affari di cuore
- Billy Preston - Heroes
- Carlo Cori - Uomini
- Marco Conidi - La porta del cielo
- Marco Masini - Ci vorrebbe il mare
- Miki Porru - Mani
- Paola Turci - Frontiera, Dove andranno mai i bambini come noi
- Vasco Rossi - Guarda dove vai, Vivere senza te
- Formula 3 - Eppur mi son scordato di te
- Formula 3 - Anna

#### 1991
- Antonello Venditti - Alta marea
- Antonello Venditti - Benvenuti in paradiso
- Marco Conidi - Mi mancherai
- Marco Conidi - La porta del cielo
- Marco Masini - Malinconoia
- Mario Castelnuovo - Come sarà mio figlio, Oceania
- Mike Francis - Almeno con te
- Riccardo Cocciante - Se stiamo insieme, Vivi la tua vita
- Sabrina Salerno - Siamo donne (feat. Jo Squillo), Dirty Boy Look
- Toquinho - È festa, Il viaggiatore del sogno
- Zucchero Fornaciari - Diamante / Diamond
- Zucchero Fornaciari - Anytime
- Formula 3 - King Kong

#### 1992
- Aleandro Baldi - Il sole
- Alessandro Bono - Caccia alla volpe
- Andrea Mingardi - Canterò
- Angelo Messini - Almeno una
- Gatto Panceri - L’amore va oltre
- Gatto Panceri - Alza il volume
- Antonello Venditti - Amici mai
- Antonello Venditti - L'amore insegna agli uomini
- Clara & Black Cars - No che no che no
- Heather Parisi - Broken English
- Skiantos - Signore dei dischi
- Vasco Rossi - Gli spari sopra
- Zucchero Fornaciari - Miserere (feat. Luciano Pavarotti)
- Zucchero Fornaciari - The brick

#### 1993
- 883 - Nord sud ovest est
- 883 - Come mai
- 883 - Rotta x casa di Dio
- 883 - Il pappagallo
- 883 - Non ci spezziamo
- 883 - Nella notte
- 883 - Weekend
- 883 - Ma perché
- 883 - Cumuli
- Adelmo e i suoi Sorapis -  E così viene Natale, Ballantime Mood
- Gianni Morandi - Banane e lampone
- Marco Masini - T'innamorerai, Vaffanculo
- Tazenda - Il popolo rock
- Vasco Rossi - Lo show
- Vernice - Su e giù
- Zucchero Fornaciari - Il pelo nell'uovo

#### 1994
- Angelo Branduardi - Domenica e lunedì
- Biagio Antonacci - Non è mai stato subito
- Enrico Ruggeri - Non piango più
- Marco Masini - La libertà
- Toni Childs - Welcome to the World
- Zucchero Fornaciari - Donne / Chicas

#### 1995
- 883 - Una canzone d'amore
- 883 - Ti sento vivere
- 883 - Musica
- 883 - Fattore s
- 883 - Non sei Bob Dylan
- 883 - Senza averti qui
- 883 - La radio a 1000 watt
- 883 - Tieni il tempo
- 883 - Gli avvoltoi
- 883 - Gli anni
- 883 - Il grande incubo
- Biagio Antonacci - Sei
- Andrea Bocelli - Con te partirò
- Antonello Venditti - Ogni volta
- Giorgia - Come saprei, Riguarda noi
- Laura Pausini - Amores extraños
- Marco Masini - Bella stronza, Principessa
- Zucchero Fornaciari - Per colpa di chi?, Il volo / El vuelo
- Zucchero Fornaciari - My love

#### 1996
- Antonello Venditti - Tutti all'inferno
- Gianna Nannini - Bomboloni
- Vasco Rossi - Gli angeli[36]

#### 1997
- 883 - Un giorno così, La regola dell'amico, Se tornerai, Finalmente tu, Non mi arrendo, Innamorare tanto, Non ti passa più
- 883 - Nessun rimpianto
- 883 - La dura legge del gol
- 883 - Andrà tutto bene ('58)
- Ragazzi Italiani - Non finire mai
- Zucchero Fornaciari - Menta e rosmarino, Va' pensiero

#### 1998
- Biagio Antonacci - Mi fa stare bene
- I Muvrini - Terre d'oru (Fields of Gold) (feat. Sting)
- Sting - Freak the Mighty
- Zucchero Fornaciari - Arcord / More Than This
- Zucchero Fornaciari - If not tonight

#### 1999
- 883 - Io ci sarò
- Mercuzio - Fatto di te
- Sabrina Salerno - I Love You
- Taglia 42 - Rilassati
- Zucchero Fornaciari - Puro amore / If Not Tonight, You Make Me Feel Loved

#### 2000
- Alex Britti - Una su 1.000.000
- Antonello Venditti - Che tesoro che sei
- Daniela Pedali - La voce del silenzio
- Gianluca Grignani - Speciale
- Gigi D'Alessio - Como suena el corazon
- Irene Grandi - La tua ragazza sempre, Francesco
- Stragà - L'astronauta
- Zerozen - Lucidalabbra
- Stefano Ligi - Nuvole

#### 2001
- Alex Britti - Sono contento
- Gigi D'Alessio - Mon amour [versione spagnola]
- Simone Patrizi - Messaggi confusi
- Vasco Rossi - Stupido hotel
- Andrea Bocelli - Chiara
- Zucchero Fornaciari - Shake
- Zucchero Fornaciari - Dindondio
- Zucchero Fornaciari - Music in me
- Zucchero Fornaciari - Porca l'oca
- Zucchero Fornaciari - Ali d'oro
- Zucchero Fornaciari - Rossa mela della sera
- Zucchero Fornaciari - Ali d'oro
- Zucchero Fornaciari - Scintille
- Zucchero Fornaciari - Sento le campane
- Zucchero Fornaciari - Tobia

#### 2002
- Francesco Renga - Sto già bene
- Mistonocivo - Blackout, L'arma giusta
- Mothership - Wait for Me

#### 2003
- Dirotta su Cuba - Legati e liberi
- Fluid e Amneris - Drive on Rap
- No Mas - Corse clandestine
- Punto G. Blu - Segnali di vita
- Tina S. - An Analcoholic Love

#### 2004
- Vasco Rossi - Buoni o cattivi, Come stai [prima versione], Un senso
- Zucchero Fornaciari - Indaco dagli occhi del cielo (feat. Vanessa Carlton)

#### 2005
- Vasco Rossi - E..., Señorita

#### 2006
- Filippo Graziani - Satisfaction
- Zucchero Fornaciari - Cuba Libre
- Zucchero Fornaciari - Troppa fedeltà

#### 2009
- Vasco Rossi - Ad ogni costo

#### 2012
- Vasco Rossi - Susanna

#### 2014
- Vasco Rossi - L'ape regina, L'uomo più semplice

#### 2015
- Antonello Venditti - Cosa avevi in mente, Ti amo inutilmente, Ad ogni costo

#### 2017
- Antonello Venditti - Notte prima degli esami
- Fabrizio De Andrè - Il pescatore

#### 2018
- Edoardo Bennato - Mastro Geppetto
- Gino Paoli - Una lunga storia d'amore
- Rino Gaetano - Gianna

#### 2019
- Renato Zero - La vetrina
- Francesco Guccini - L'avvelenata

#### 2020
- Geisha - Il mio amore fa per 3
- Marco Masini - La parte chiara
- Paolo Conte - Via con me[37]

#### 2021
- Gino Paoli - Sapore di sale

#### 2022
- Francesco Gabbani - L'amor leggero
- Francesco Gabbani - Tossico indipendente

### Videoclip (come produttore)
- Armando Dolci - Vestiti [regia di Stefano Mordini]
- Carlo Cori - Uomini
- Federico Poggipollini - Bologna e piove [regia di Giovanni La Parola]
- Angelo Messini - Almeno una
- Clara e Blackcars - No che no che
- Gemelli DiVersi - Mary [regia di Carlo Strata]
- Aleandro Baldi - Il sole
- Lara Marletti - Il potere [regia di Giulio De Vita]
- Andrea Mingardi - Canterò
- 883 - O me o quei deficienti li
- I ragazzi Italiani - Non finire mai
- Ligabue - Sogni di rock 'n' roll [regia di Fabrizio Moro e Alessio De Leonardi]
- Taglia 42 - Rilassati
- Luca Bui - Colori e dissapori [regia di Carlo Strata e Domenico Sputo]
- Luca Maggiore - La terapia [regia di Carlo Strata]
- Simone Patrizi - Messaggi confusi
- Bobo Rondelli - Fino alla luna
- Lucio Dalla - Futura [regia di Giacomo Triglia]
- Daniela Pedali - La voce del silenzio
- Fluid e Amneris - Drive on rap
- Ragazzi Italiani - Ti giuro & Vero amore [regia ambedue di Giulio De Vita]
- Lucio Dalla - Com’è profondo il mare
- Simone Patrizi - Se poi mi chiami [regia di Carlo Strata]
- Vasco Rossi - Da sola con te [regia di Alessia De Montis]
- Mistonocivo - L’arma giusta
- Punto G. - Segnali di vita

## Televisione
- European Tour - Zucchero (1988)
- Nazionale Cantanti di Calcio (1988)
- Special Liberi Liberi - Vasco Rossi (1988)
- Fronte del palco - Vasco Rossi (1991)
- Live at the Kremlin - Zucchero (1991)
- Da San Siro a Samarcanda - Antonello Venditti (1992)
- Miserere story - Zucchero (1993)
- Zucchero a Woodstock (1994)
- Rock sotto l’assedio - Vasco Rossi (1995)
- Il cielo della vergine - Marco Masini (1995)
- Concerto di Natale - Zucchero (1995)
- Spirito di vino - Zucchero (1995)
- La donna il sogno e il grande incubo - 883 (1995)
- The best of Zucchero Fornaciari Video Greatest hits (1996)
- Da Palermo a Milano (1996)
- Concerto ad alta quota - Zucchero (1996)
- Un gran bel film - Vasco Rossi (1996)
- La dura legge del gol - 883 (1997)
- Concerto in Piazza Duomo - 883 (1998)
- Tour dopo tour - Renato Zero (1998)
- Blue sugar - Zucchero (1999)
- Un piccolo aiuto - Zucchero e Gerard Depardieu (1999)
- Homecoming - Andrea Bocelli (2001)
- Zu & Co. - Zucchero (2004)
- Live Antology - Vasco Rossi (2005)
- L’altra metà del cielo - Vasco Rossi (2012)
- Un parco di emozioni (2012)
- Live Kom 13 - Vasco Rossi  (2013)
- Concert live in Italy - Anastacia (2019)

### Spot pubblicitari
- Tabù Caramelle, Aperol soda, Birra Moretti.

## Riconoscimenti
- L.A. Italia Filmfest – Los Angeles 2007 – Film Italiano più innovativo degli ultimi 30 anni per "È solo un rock'n'roll show" di Vasco Rossi con Franco Nero.
- PVI – Milano 2005 – Premio – Miglior DVD Musicale dell'anno per "È solo un rock'n'roll show" di Vasco Rossi.
- AD Spot Award Milano 1997 – Premio Effetti Speciali per "Va' pensiero" di Zucchero.
- Area Clip 1993- Premio Miglior videoclip "Il pelo nell'uovo" di Zucchero.
- Area Clip 1992 – Premio Miglior Regia per "Gli spari sopra" di Vasco Rossi.
- Area Clip 1991 – Miglior regia per "Heroes" di Billy Preston, e Miglior Video Live per "Malinconoia" di Marco Masini.